# Umjar Abdullowitsch Mawlichanow
Umjar Abdullowitsch Mawlichanow (russisch Умяр Абдуллович Мавлиханов; geboren am 24. September 1937 in Moskau, Sowjetunion; gestorben am 14. Juli 1999 in Moskau, Russland) war ein sowjetischer Säbelfechter. Er gewann bei drei Olympiateilnahmen zwei Goldmedaillen und eine Bronzemedaille. Mawlichanow war dreimal Weltmeister.

## Karriere
Seine erste internationale Medaille gewann Umjar Mawlichanow bei den Fechtweltmeisterschaften 1958, als er mit der sowjetischen Säbel-Mannschaft die Silbermedaille hinter den Ungarn erkämpfte. 1959 erhielt die sowjetische Equipe Bronze hinter den Polen und den Ungarn. Bei den Olympischen Spielen 1960 in Rom schied die sowjetische Mannschaft im Viertelfinale gegen die US-Fechter aus. 
Bei den Fechtweltmeisterschaften 1961 siegte die polnische Säbelmannschaft im Finale gegen die sowjetische Equipe, im Jahr darauf gewannen die Polen gegen die Ungarn, die sowjetische Equipe erfocht die Bronzemedaille. Bei den Fechtweltmeisterschaften 1963 erhielt das Team Silber hinter der polnischen Equipe. Bei den Olympischen Spielen 1964 in Tokio gewann die sowjetische Equipe die Goldmedaille vor Italien und Polen, während die ungarische Equipe nach sieben Olympiasiegen von 1928 bis 1960 den fünften Platz belegte. Im Einzelwettbewerb erkämpfte Mawlichanow im Stechen die Bronzemedaille gegen seinen Mannschaftskollegen Jakow Rylski. 
Bei den Fechtweltmeisterschaften 1965 gewann die sowjetische Säbel-Equipe ihren ersten Titel vor den Italienern. 1966 unterlagen sie gegen die Ungarn, 1967 siegten sie gegen die Ungarische Equipe. Bei den Olympischen Spielen 1968 in Mexiko-Stadt belegte Mawlichanow im Einzelwettbewerb den siebten Platz, den Mannschaftswettbewerb gewannen die sowjetischen Säbelfechter gegen die Italiener. Seinen letzten großen Titel gewann Machliwanow mit der Mannschaft bei den Fechtweltmeisterschaften 1969.